# Siège de Salvador
Guerre d'indépendance du Brésil
Le siège de Salvador se déroule du 2 mars 1822 au 2 juillet 1823 lors de la guerre d'indépendance du Brésil. Les Brésiliens, sous le commandement du mercenaire français Pierre Labatut, s'emparent de la ville défendue par les troupes restées loyales au Portugal ,.